# The Locket (film 1912)
The Locket è un cortometraggio muto del 1912 scritto e diretto da Allan Dwan.

## Produzione
Il film fu prodotto dalla Flying A (American Film Manufacturing Company).

## Distribuzione
Distribuito dalla Motion Picture Distributors and Sales Company, il film uscì nelle sale cinematografiche USA l'11 gennaio 1912.